# Aaron Spelling
Aaron Spelling (22. duben 1923 – 23. červen 2006) byl americký filmový a televizní producent. Je otcem herečky Tori Spellingové. Produkoval několik slavných seriálů včetně Beverly Hills 90210 a Melrose Place.

## Život
Spelling se narodil v Dallasu polsko-židovským ( v anglické verzi wiki ruským žídům) přistěhovaleckým rodičům. Navštěvoval Forest Avenue High School a Southern Methodist University.
Roku 1953 se oženil se s herečkou Carolyn Jones a pak se přestěhovali do Kalifornie.